# Ivo de Wijs

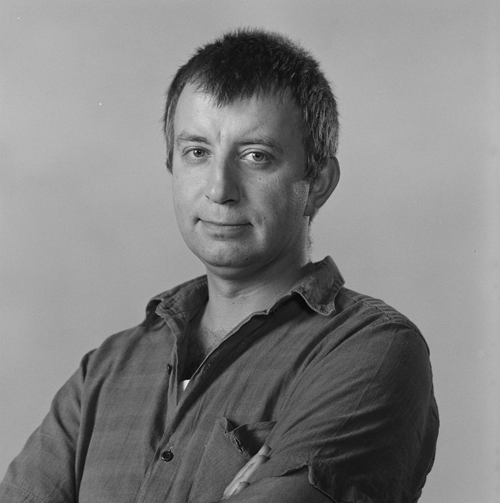
Ivo de Wijs in 1981

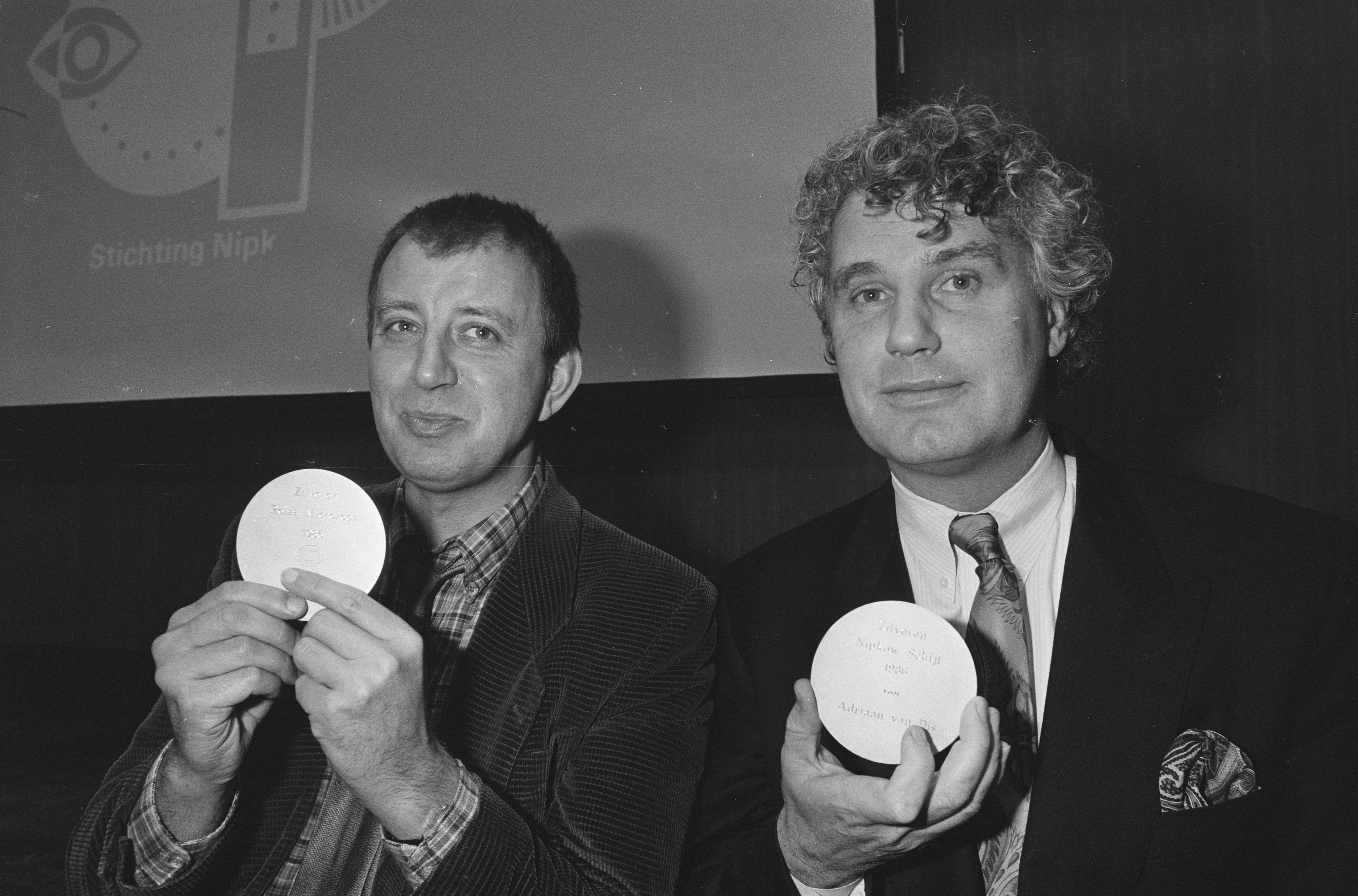
Ivo de Wijs ontvangt Zilveren Reissmicrofoon; Adriaan van Dis krijgt Nipkowschijf (1986)

Ivo Alphonsus Henricus Maria de Wijs (Tilburg, 13 juli 1945) is een Nederlands cabaretier, oud-leraar Nederlands, tekst- en liedjesschrijver, en radiomaker.

## Biografie
Samen met zijn hechte vriend Pieter Nieuwint (als componist, pianist en zanger), en met Richard Fritschy en Aggie Terlingen (deze laatsten werden later opgevolgd door Marnix Kappers) vormde hij tussen 1971 en 1980 de cabaretgroep Kabaret Ivo de Wijs. Samen met Don Quishocking vormde zijn groep de top van het Nederlandse cabaret, tussen Lurelei en Neerlands Hoop.
Later schreef hij vooral teksten voor anderen, waarvan zijn werk voor Jasperina de Jong (De Gekkin van de Gracht) en Eric Herfst wellicht het bekendst is. Een goed overzicht hiervan is te vinden in de bloemlezing Het gaat goed met Nederland (Nijgh & Van Ditmar, 2001, ISBN 90-388-84133).
In 1989 werd de Kees Stipprijs aan hem toegekend.
De Wijs is tevens bekend van zijn medewerking aan vele radio- en televisieprogramma's, waarvan Vroege Vogels op zondagmorgen het langst gelopen heeft (1985-2005). In 1986 ontving hij voor zijn radiowerk de Zilveren Reissmicrofoon. De Wijs kondigde jaren van tevoren al aan dat hij op zijn zestigste met Vroege Vogels zou stoppen. Op 10 juli 2005 vond zijn laatste uitzending plaats.
In Vlaanderen is Ivo de Wijs bekend als occasioneel panellid van het satirische televisieprogramma De Rechtvaardige Rechters.
Bovendien schreef hij veel teksten voor Samson en Gert, tv-figuren van Studio 100.
Hij is de broer van tekstschrijver en presentator Guido de Wijs en een volle neef van Jacques Schraven, de voormalig voorzitter van de ondernemingsorganisatie VNO-NCW. Hij is een oom van de tienkamper en dichter Theo Danes, met wie hij twee bundels publiceerde.
Vanaf de tweede helft van de jaren 1990 tot 2009 trad De Wijs samen met Pieter Nieuwint ongeveer tien maal per jaar op. Hun eerste programma heette Literair Variété, het tweede (vanaf seizoen 2003/2004) Literair Varié2. Programmaonderdelen zijn onder andere liedjes van het voormalige Kabaret Ivo de Wijs en van het KUB-cabaret, light verse, verzen uit de boeken van Ivo, o.a. de reeks Vroege Vogels, taalspelletjes met het publiek en uitleg over de rijmkunst.
Bij de Tweede Kamerverkiezingen van 2006 stond Ivo de Wijs als lijstduwer op nummer 18 van de lijst van de Partij voor de Dieren. Hij kreeg in totaal 989 voorkeurstemmen.